# آنائون
آنائون (انگلیسی: Anaun) یک کوه آتشفشانی در شبه‌جزیره کامچاتکای کشور روسیه است.